# 星蛺蝶屬
星蛺蝶屬（學名：Asterope）是蛺蝶科苾蛺蝶亞科中的一個屬。中型蝴蝶。分佈於新熱帶界。花紋與分佈於非洲的Sevenia相似。

## 物種
- 紅肩藍蛺蝶 A. batesii
- 紅村藍蛺蝶 A. buckleyi
- 邊藍蛺蝶 A. degandii
- 褐色藍蛺蝶 A. leprieuri
- 基黃藍蛺蝶 A. markii
- 沙菲藍蛺蝶 A. sapphira
- 靛藍蛺蝶 A. whitelyi

## 圖集

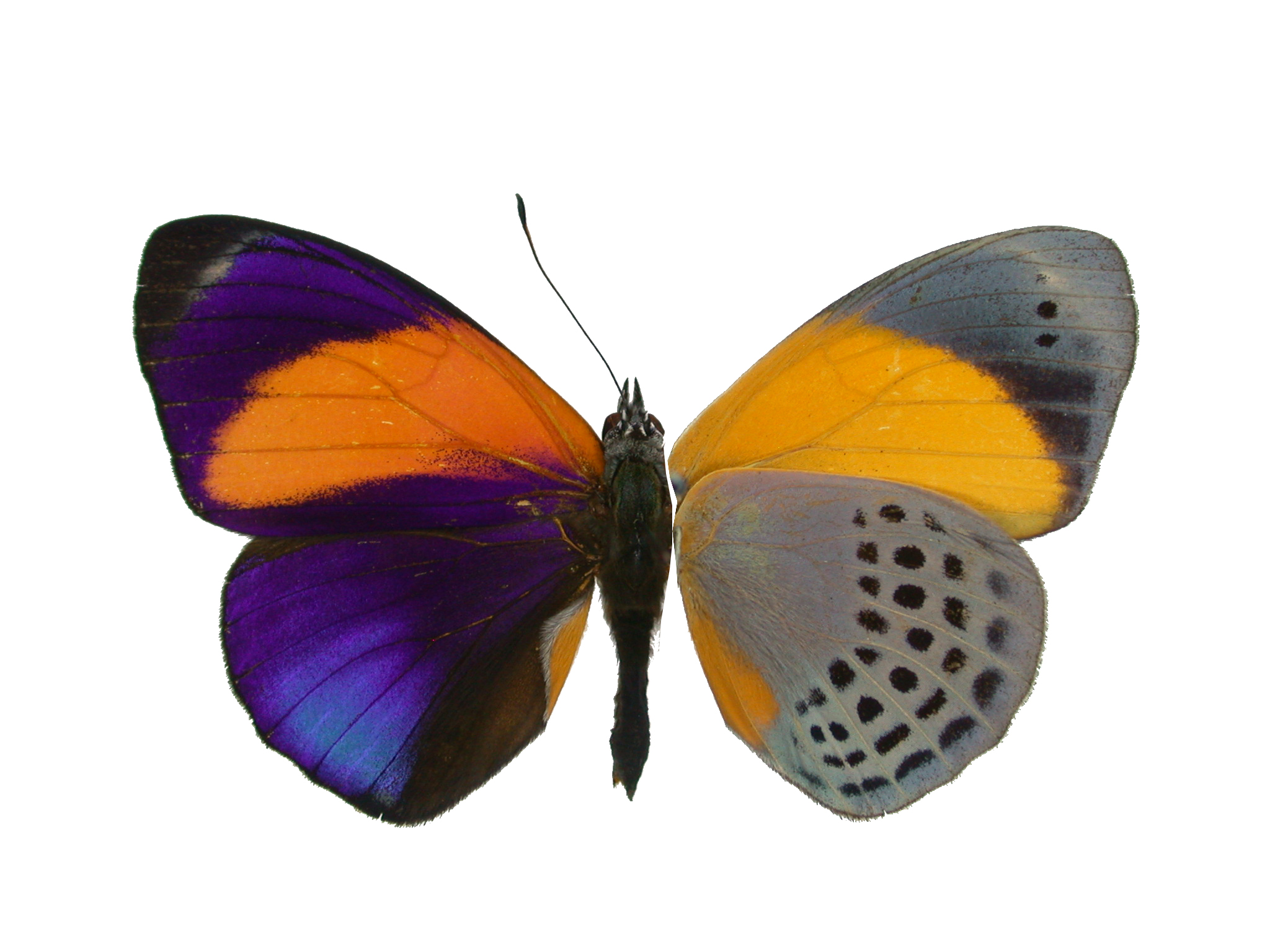
基黃藍蛺蝶 Asterope markii
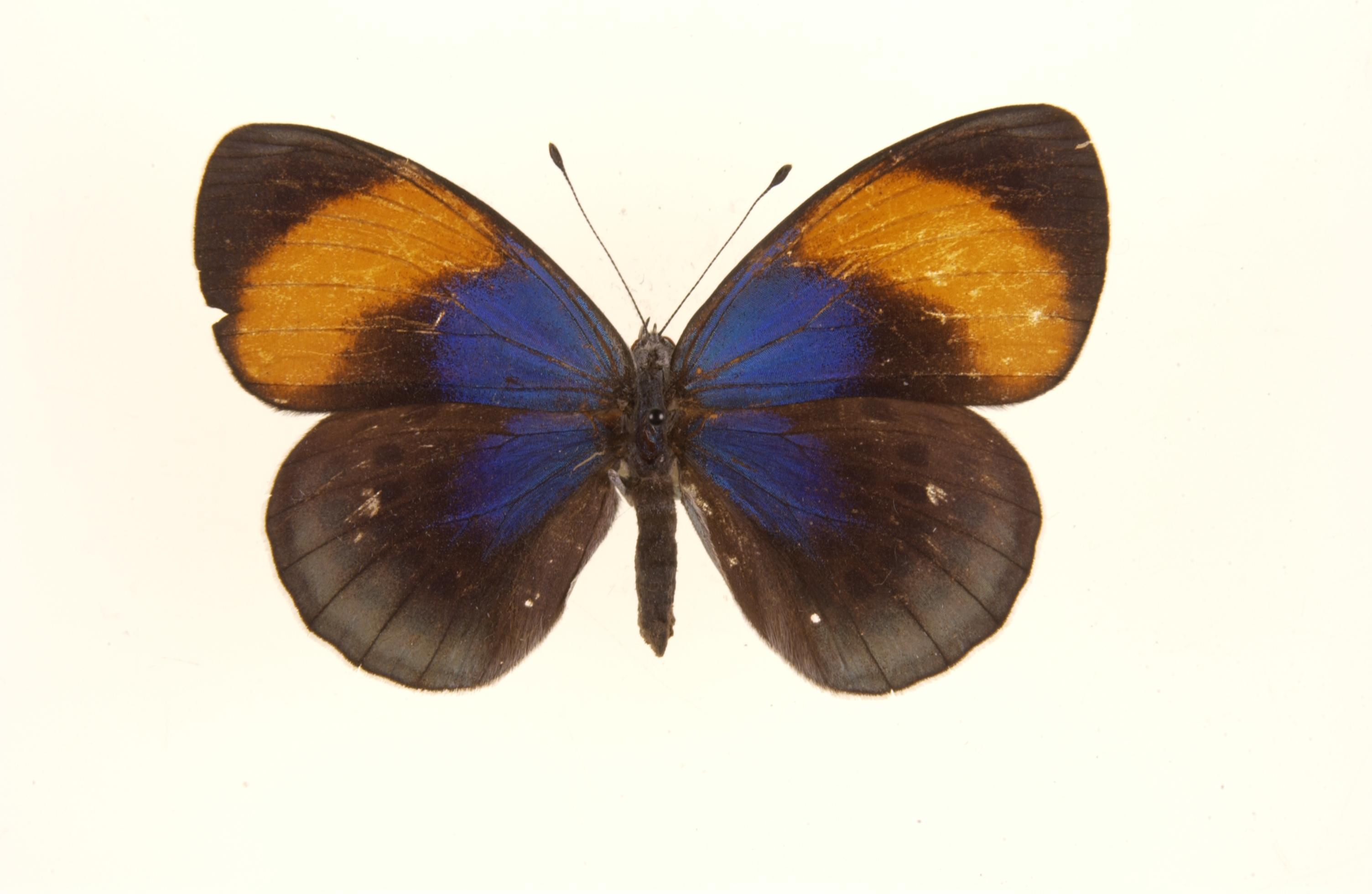
紅肩藍蛺蝶 Asterope batesii
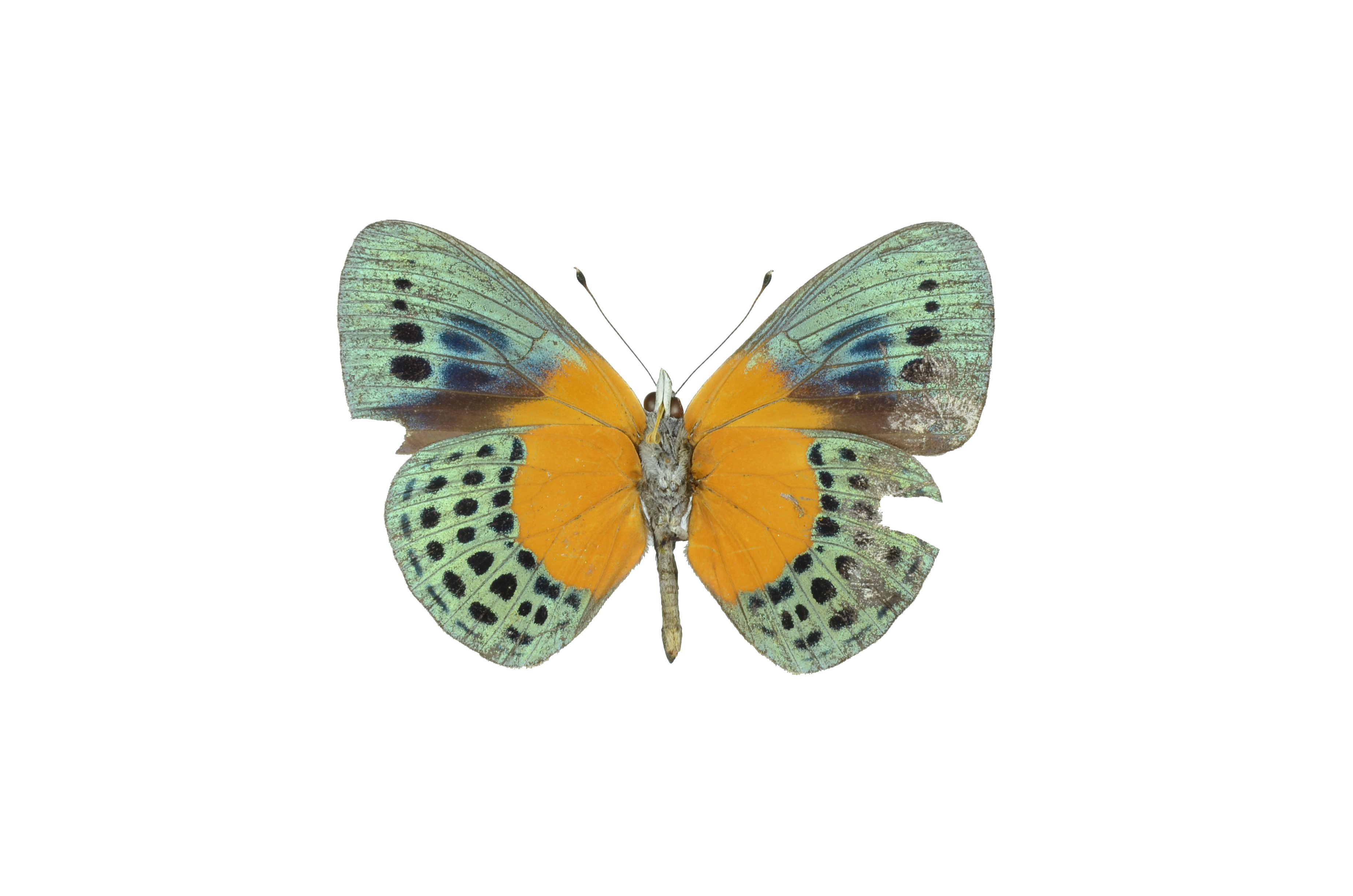
褐色藍蛺蝶 Asterope leprieuri

## 外部連結
- 维基共享资源上的相關多媒體資源：星蛺蝶屬